# Crowdfunding
Crowdfunding (ook wel 'publieksfinanciering' genoemd) is een alternatieve wijze om een project of onderneming te financieren. Ondernemers gaan in de meeste gevallen naar een bank om een kredietaanvraag te doen en zo startkapitaal te verkrijgen. Crowdfunding verloopt echter zonder financiële tussenpersonen, maar zorgt voor direct contact tussen investeerders en ondernemers.
Crowdfunding gaat in principe als volgt: een groep of persoon, dat kan zowel een ondernemer als particulier zijn, wil een project starten, maar heeft onvoldoende startkapitaal. Om dit kapitaal te verwerven biedt hij of zij het project aan (bijvoorbeeld op een platform op het internet) en vermeldt het benodigde bedrag erbij. Op deze manier kan iedereen investeren in het project. Het idee erachter is dat veel particulieren een klein bedrag investeren en dat deze kleine investeringen bij elkaar het project volledig financieren. Dit in tegenstelling tot bankkredieten en grootinvesteerders, waarbij er sprake is van slechts een of enkele investeerders die een groot bedrag inbrengen. Deze kleine investeerders noemt men the crowd het Engelse woord voor de mensenmassa.
Op sommige crowdfunding-websites gaat het geïnvesteerde geld niet direct naar het project, de ondernemer ontvangt het geld pas als (ten minste) 100% van het bedrag binnen is. Indien deze 100% niet wordt behaald, krijgen de investeerders hun geld terug of worden toegezegde investeringen niet geïncasseerd.

## Crowdsourcing
Crowdfunding is gebaseerd op de marketingterm crowdsourcing. Dit betekent dat de consumenten bepalen hoe een product dat nog in de ontwikkelingsfase is er uiteindelijk uit komt te zien of dat consumenten bepalen welke marketingconcepten de moeite waard zijn. Dit laatste is ook waar crowdfunding op is gebaseerd. Een crowdfundingplatform biedt verschillende projecten aan waaruit investeerders kunnen kiezen. Zo bepaalt de mensenmassa welke projecten geloofwaardig genoeg zijn om erin te investeren, zodat deze projecten zich verder kunnen ontwikkelen.

## Ontstaan
Het begrip crowdfunding is rond het begin van de 21e eeuw ontstaan. In de Verenigde Staten wordt het vooral (en in de beginjaren zelfs uitsluitend) gebruikt voor artiesten in de kunst, film, literatuur of muziekindustrie. SellaBand was een platform voor crowdfunding van muzikanten.
Het succesverhaal in de Verenigde Staten bij uitstek is Kickstarter. Kickstarter is soortgelijk aan SellaBand met het verschil dat Kickstarter zich richt op creatieve projecten in het algemeen en niet alleen op de muziekindustrie. Kickstarter heeft eraan bijgedragen dat veel artiesten zichzelf hebben kunnen ontwikkelen. In 2013 ging er al 355 miljoen euro om aan projecten in Kickstarter.
In de gehele Amerikaanse markt ging in 2010 meer dan 1 miljard dollar om in crowdfunding. In een periode van ongeveer vijf jaar is het totale bedrag dat in crowdfunding omgaat enorm hard gestegen en de verwachting is dat dit bedrag explosief zal blijven stijgen in de komende jaren. Het duurde tot 2009 tot crowdfundingplatformen buiten de Verenigde Staten ontstonden. Duitsland, het Verenigd Koninkrijk en Ierland waren de eerste landen in Europa die crowdfunding overnamen. In Nederland begonnen halverwege 2010 de eerste crowdfundingplatformen te ontstaan (zie paragraaf over Crowdfunding in Nederland).

## Varianten
Investering via crowdfunding kan op verschillende manieren plaatsvinden. De meest voorkomende manieren zijn:
- Donaties: De investeerder doneert geld voor een bepaald doel. Doneren impliceert dat de investeerder er niets voor terugkrijgt. Crowdfunding door middel van donaties komt voornamelijk voor bij filantropische doeleinden.
- Sponsoring: Het verschil tussen donaties en sponsoring is dat de investeerder een niet-financiële beloning krijgt van de ondernemer. Enkele voorbeelden zijn een ticket voor een concert, een exemplaar van een cd of boek of naamsvermelding in een blad. Sponsoring is de vorm die veelal wordt toegepast bij creatieve projecten.
- Vreemd vermogen: De investeerder leent een (kleine) som geld uit aan de ondernemer. De ondernemer betaalt de investeerder na verloop van tijd het ingelegde bedrag met rente terug.
- Eigen vermogen: De investeerder neemt een participatie in het project van de ondernemer. Zo krijgt de ondernemer zijn startkapitaal en in ruil daarvoor delen de investeerders in de waardeontwikkeling van de onderneming.
- Initial Coin Offering

Het verschil tussen de Verenigde Staten en Europa komt ook terug in de investeringswijze. In Europa komen alle vormen voor, in de Verenigde Staten bijna alleen maar donaties en sponsoring. Crowdfunding biedt in Europa dus veel meer mogelijkheden, in de Verenigde Staten is het bijna onmogelijk om winst te maken op een investering via crowdfunding. Dit komt door de juridische bepalingen.

## Juridisch
In de Verenigde Staten heeft de SEC wettelijk verboden dat investeerders winst kunnen behalen uit crowdfunding. Investeren met aandelen is in de Verenigde Staten daarom niet mogelijk. In Europa is crowdfunding via aandelen wel mogelijk, maar hier is wel een wettelijke grens aan. Investeerders kunnen aandelen nemen in een project, maar deze aandelen mogen niet op elk moment vrij te verhandelen zijn. Indien dit wel mogelijk zal zijn, zal er uiteindelijk een nieuwe aandelenbeurs ontstaan en zullen crowdfundingplatformen zich als de AEX gaan gedragen. Wel kunnen aandelen verkregen via crowdfunding worden verhandeld via een speciale constructie, Symbid is een Nederlands platform dat een dergelijke constructie aanbiedt.
Een tweede bepaling is dat het verboden is voor crowdfundingplatformen om investeerders te adviseren over aangeboden projecten. Crowdfundingplatformen mogen bemiddelen tussen investeerders en ondernemers, maar moeten onpartijdig zijn tussen de verschillende projecten die ze aanbieden. Deze bepaling geldt zowel in Europa als in de Verenigde Staten.

## Procedures
De beheerders van crowdfundingplatformen zijn het eerste aanspreekpunt voor zowel investeerder en ondernemer of artiest. Zij zijn degene met een intermediaire functie en coördineren het hele proces. Beheerders van crowdfundingplatformen verkrijgen op drie manieren hun inkomsten:
- De ondernemer betaalt een bedrag van enkele honderden euro's om zijn of haar project op het platform te mogen plaatsen.
- De ondernemer staat een bepaald percentage van het totaal ontvangen kapitaal af aan de beheerders.
- Soms betalen de investeerders ook een klein percentage van het door hun geïnvesteerde bedrag dat toekomt aan de beheerders.

Hoewel ieder crowdfundingplatform op zijn eigen manier te werk gaat, is de algemene procedure als volgt:
In het geval van creatieve projecten:
1. De artiest maakt een klein stukje van zijn repertoire beschikbaar op het platform.
2. Supporters kunnen het werk van verschillende artiesten bekijken en kiezen aan welke artiesten ze geld willen geven.
3. Het geld dat gestort is voor een bepaald project wordt door de beheerders van het platform bewaard. Zodra het bedrag volledig binnen is krijgt de artiest het bedrag. Als binnen een bepaalde tijd dit bedrag niet gehaald wordt, krijgen de supporters hun inleg terug.
4. De artiest gebruikt het geld om zichzelf verder te ontwikkelen.
5. De supporters krijgen een beloning van de artiest, bijvoorbeeld een kaartje voor een optreden of een expositie.

Afwijkingen van dit stappenschema komen voor. Zo zijn er in de Verenigde Staten platformen waarbij het mogelijk is om meer dan 100% van het gewenste bedrag binnen te halen. Dit gebeurt als het gewenste bedrag binnen is voor de deadline. De meeste platformen stoppen dan en keren het totale bedrag uit aan de artiest. Sommige platformen laten het project echter altijd doorlopen tot de deadline.
Verder wordt het totale bedrag meestal alleen aan de artiest uitgekeerd indien 100% van het bedrag behaald is. Er zijn echter platformen die een lager percentage accepteren.
In het geval van startende ondernemers:
1. De ondernemer geeft bij het platform aan dat hij of zij een idee heeft dat externe financiering nodig heeft.
2. De beheerders van het platform gaan in gesprek met de ondernemer en beslissen of het idee potentie heeft.
3. De ondernemer plaatst zijn idee op het platform, eventueel met een videopresentatie erbij.
4. Investeerders investeren geld in bepaalde projecten
5. De ondernemer ontvangt het geld zodra het volledige bedrag behaald is, en anders krijgen de investeerders hun inleg terug.
6. De ondernemer werkt zijn idee verder uit.
7. Indien de ondernemer nog geen BV had, zal het idee van de ondernemer (bij voldoende succes) doorgroeien tot een BV.
8. De ondernemer betaalt de investeerders met rente terug (bij vreemd vermogen) of de investeerders delen in de waardestijging bij de verkoop van hun participaties (bij eigen vermogen).

In het geval van bestaande ondernemers:
1. De ondernemer verzoekt het platform of een intermediair om een lening of investering.
2. De intermediair of de beheerders van het platform gaan in gesprek met de ondernemer en beslissen of de onderneming en de gevraagde financiering solide zijn.
3. De beheerder van het platform plaatst de aanvraag op het platform.
4. Investeerders of uitleners maken geld over naar bepaalde projecten
5. De ondernemer ontvangt het geld zodra het volledige bedrag behaald is, en anders krijgen de uitleners of investeerders hun inleg terug.
6. De ondernemer betaalt de uitleners of investeerders met rente terug. Dit kan zowel via de intermediair of direct via het platform.

Hoewel zeldzamer bij ondernemers dan bij artiesten, kunnen de afwijkingen die genoemd zijn bij de artiesten ook voorkomen bij ondernemers. Overigens is het zo dat niet alle beheerders van crowdfundingplatformen van tevoren in gesprek gaan met de ondernemers. Op sommige platformen kan iedereen direct een idee plaatsen. Het beoordelen van de betrouwbaarheid en geloofwaardigheid van de ondernemer wordt dan verschoven van de beheerders naar de investeerders. Symbid en Projectgeld zijn twee Nederlandse platformen die deze controle van tevoren niet uitvoeren. Voor bestaande ondernemers is het gebruikelijk wel de financiële gezondheid van de onderneming te evalueren. Zo worden bijvoorbeeld de ondernemers waar Lendahand leningen voor verstrekt door een lokale partner doorgelicht.
Een andere afwijking is dat er in Europa ook platformen zijn voor creatieve projecten die wel investeren door middel van vreemd of eigen vermogen. Het Franse AKA Music en het Nederlandse TenPages zijn enkele voorbeelden hiervan.

## Crowdfunding in de praktijk

### Crowdfunding wereldwijd
De grootste crowdfundingwebsite wereldwijd is Kickstarter. In 2014 was de totale omzet 444 miljoen euro. De grens van 1 miljard Amerikaanse dollar werd in maart 2014 geslecht. Haar grootste concurrent Indiegogo had per september 2013 in totaal voor 99 miljoen dollar projecten succesvol gefinancierd. Een andere grote site is RocketHub. Deze richt zich vooral op mensen in de creatieve sector. In totaal ging er in 2013 5.1 miljard dollar om in crowdfunding. Het meest succesvolle project was het computerspel Star Citizen. In januari 2015 was hiervoor al meer dan 65 miljoen dollar opgehaald.

### Crowdfunding in Nederland
In Nederland staan crowdfundingplatformen die aan crowdfunding doen via het uitlenen van geld ("loan based") en investeren in bedrijven ("equity based") onder het toezicht van de Autoriteit Financiële Markten (AFM). Het AFM houdt een register bij van alle platformen die van de AFM een vergunning of ontheffing hebben gekregen.
Crowdfunding agency Douw & Koren becijferde dat er in 2015 128 miljoen en in 2016 170 miljoen met crowdfunding werd opgehaald. in de jaren erna nam het bedrag gestaag toe. In 2021 zette weer een groei in die door de corona-uitbraak een dip had gehad. In Nederland was Geldvoorelkaar.nl het eerste platform dat in totaal 100 miljoen had verstrekt via crowdfunding. In 2021 deed Collin Crowdfund dit in één jaar. Andere grote platforms zijn NLInvesteert, en Duurzaam Investeren. 
De investeerders krijgen het geld — plus rente — teruggestort over een van tevoren afgesproken aantal maandelijkse termijnen. Sinds april 2014 is Kickstarter, het grootste crowdfundingplatform wereldwijd, in Nederland actief. Via Kickstarter kunnen uitvinders, schrijvers en andere creatievelingen geld vragen om nieuwe projecten uit te voeren. Als een bepaald doel wordt gehaald, dan wordt het geld daadwerkelijk overgemaakt. In het eerste (kalender)jaar was het vooral opmerkelijk dat slechts een kwart van de projecten die ondergrens haalde.
Buiten de bij de AFM geregistreerde platformen zijn er door het land heen een groot aantal crowdfunding-initiatieven. Het bekendste voorbeeld is wellicht nieuwsplatform De Correspondent. Het journalistieke project onder leiding van Rob Wijnberg haalde binnen een week 1,3 miljoen euro op en kon zo van start gaan. TenPages was een ander bekend initiatief, maar ging in april 2014 failliet. Op de site van de uitgever konden potentiële schrijvers een aantal pagina's van hun manuscript plaatsen om investeerders over te halen geld in hun boek te steken. Wanneer er tienduizend euro was opgehaald werd het boek daadwerkelijk door Ten Pages uitgebracht. Investeerders kregen een deel van de verkoopopbrengst. Op deze manier werden zo'n 60 boeken uitgegeven.
Medische crowdfunding, het online geld inzamelen voor persoonlijke medische doeleinden, biedt voordelen, maar ook risico's en nadelen.

### Crowdfunding in België
Wat crowdfunding betreft, loopt België nog achter in vergelijking met de omliggende landen, maar is wel met een inhaalslag bezig. In 2013 haalde Belgische bedrijven en verenigingen amper 1,1 miljoen euro op. Een bekend voorbeeld van geslaagde crowdfunding is de schaatser Bart Swings. Met de oproep dat hij zonder geld niet naar de Olympische Spelen in Sotsji zou kunnen gaan, haalde hij 75.000 euro op.
In 2014 was er sprake van een bedrag van 2,2 miljoen euro aan investeringen. Dat bleek uit een onderzoek van KPMG. Via de acht grootste Belgische crowdfundingsplatformen, waaronder CroFun en MyMicroInvest, werd voor 103 projecten geld opgehaald. In 2015 steeg het bedrag naar zo'n 10 miljoen en in 2016 werd er 29,9 miljoen opgehaald voor 1194 crowdfunding-projecten, waarbij er gemiddeld voor 25.000 per project werd opgehaald. Bij een onderzoek in 2017 bleek dat driekwart van de Belgen weet wat crowdfunding is, maar geen platform bij naam kan noemen.
In België mogen bedrijven bij wet maximaal 100.000 euro ophalen via crowdfunding. Zij kunnen wel tot 300.000 euro gaan, maar in dat geval geldt er een minimuminstapbedrag van 1000 euro. Dat weerhoudt kleine investeerders ervan om in te stappen. Volgens KPMG halen verschillende Belgische initiatieven daarom geld op via de grotere internationale sites als Kickstarter en Indiegogo en niet via de Belgische platformen. Hun bereik zou daar bovendien groter zijn. Wel wordt er hard gewerkt aan duidelijke richtlijnen voor de platformen. Zo is in februari 2017 een wet met reglementair kader opgericht. Deze nieuwe wet lanceert een plicht voor crowdfundingplatformen om een vergunning te bekomen van de FSMA.